# Saa gik 1946
|  | Denne artikel er oprettet af botten Steenthbot ud fra en ekstern database. Den kan derfor have sproglige fejl eller mangler. Denne skabelon kan fjernes efter kontrol af indholdet. |

Saa gik 1946 er en dansk dokumentarisk optagelse fra 1946.

## Handling
Magasin du Nords årsrevy 1946:

1) Tekstilarbejderne fra væveriet begynder året med en stor jule- og nytårsfest.

2) Revyen 4030 - den første Magasin-revy i 30 år.

3) Om morgenen den 20. februar træder tøjrationeringen i kraft. Det giver lange køer foran Magasin.

4) Magasin du Nords turistvarekonkurrence. Dommerkomiteen kommer på arbejde.

5) 4. maj er der fest i hele byen.

6) Idrætsstævne på Gentofte Stadion afholdes den 26. maj. Der er gæster fra Kürzel i Malmø. Kvindehåndbold, stafetløb, tovtrækning.

7) Den 29. juli åbnes en udstilling af marokkansk kunsthåndværk i hovedhallen.

8) Renovering af tårnvinduet - endnu et af krigens spor forsvinder.

9) Den sidste søndag i august er der arrangeret udflugt til Storebjerg, Magasin du Nords feriekoloni i Hundested. Frokosten indtages i Frederikssund. Der er sjove selskabslege i det grønne. Dagen slutter i Frederiksværk ved Hotel Strandborg.

10) 23. september åbner en stor bosætningsudstilling, som på de første 14 dage besøges af 191.600 mennesker.

11) Juleudstillingen åbner den 25. november. Personalet kan nogle dage handle fra kl. 8, inden stormagasinet åbner.